# Landkreis Villingen
Der Landkreis Villingen war ein Landkreis in Baden-Württemberg, der im Zuge der Kreisreform am 1. Januar 1973 aufgelöst wurde. Im letzten Jahr seines Bestehens hieß er Landkreis Villingen-Schwenningen und ging danach im Wesentlichen im Schwarzwald-Baar-Kreis auf.

## Geographie

### Lage
Der Landkreis Villingen lag im Südwesten Baden-Württembergs.
Geografisch hatte der Landkreis Villingen fast ausschließlich Anteil am Schwarzwald. Das südliche Kreisgebiet zählte zur Landschaft Baar. Die Kreisstadt Villingen im Schwarzwald (heute Villingen-Schwenningen) lag im Süden des Kreisgebiets.

### Nachbarkreise
Seine Nachbarkreise waren 1971 im Uhrzeigersinn beginnend im Norden Wolfach, Rottweil, Tuttlingen, Donaueschingen und Emmendingen.

## Geschichte

### Bezirksamt Villingen
Die Stadt Villingen mitsamt den umliegenden Dörfern gehörte im 18. Jahrhundert zum Oberamt Breisgau in Vorderösterreich. Die Gegend gelangte in den Wirren der Franzosenzeit 1805 zum neugebildeten Großherzogtum Baden. In Baden wurde am 22. Juni 1807 in der Provinz des Oberrheins das Obervogteiamt Villingen eingerichtet. Ihm zugeteilt wurden zunächst die Städte Villingen und Bräunlingen sowie unter anderem die Orte Klengen, Obereschach, Pfaffenweiler, Überauchen und Unterkirnach. Durch das Organisationsrescript vom 26. November 1809 wurde das Amt Villingen dem neuen Donaukreis zugeordnet. Die Grenzen des Amtes wurden 1810 und 1813 geändert. Als der Donaukreis 1819 aufgelöst wurde, kam das Amt Villingen zum Seekreis.
1864 wechselten die Gemeinden Brigach, Buchenberg, Peterzell und St. Georgen aus dem Bezirksamt Triberg zum Bezirksamt Villingen. Das Bezirksamt Villingen gehörte seitdem zum Kreis Villingen im Landeskommissärbezirk Konstanz.
Am 1. April 1924 kamen die Gemeinden Gremmelsbach, Langenschiltach, Nußbach, Rohrhardsberg, Schonach, Schönwald, Tennenbronn und Triberg des aufgelösten Bezirksamts Triberg zum Bezirksamt Villingen. Gleichzeitig wechselten die Gemeinden Langenbach, Linach, Schönenbach und Vöhrenbach aus dem Bezirksamt Villingen zum Bezirksamt Donaueschingen. Am 1. Oktober 1936 wechselte auch die Gemeinde Grüningen aus dem Bezirksamt Villingen zum Bezirksamt Donaueschingen.

### Landkreis Villingen
Seit dem 1. Januar 1939 hieß das Bezirksamt Villingen Landkreis Villingen.
Nach der Bildung des Landes Baden-Württemberg 1952 gehörte der Landkreis Villingen zum Regierungsbezirk Südbaden. Durch die Gemeindereform veränderte sich das Kreisgebiet ab 1970 mehrmals: Am 1. September 1971 wurden die Gemeinden Biesingen, Oberbaldingen und Öfingen, am 1. Januar 1972 die Gemeinden Hochemmingen und Sunthausen und am 1. April 1972 die Gemeinde Unterbaldingen in die Stadt Bad Dürrheim eingegliedert und wechselten damit vom Landkreis Donaueschingen in den Landkreis Villingen. Am 1. Januar 1972 wurde die Kreisstadt Villingen mit der Stadt Schwenningen am Neckar, die dem Landkreis Rottweil angehört hatte, zur neuen Stadt Villingen-Schwenningen vereinigt. Zu diesem Anlass wurde der Kreis in Landkreis Villingen-Schwenningen umbenannt. Am 1. April 1972 wurde in die neue Stadt noch die Gemeinde Tannheim, Landkreis Donaueschingen, eingegliedert.
Mit Wirkung vom 1. Januar 1973 wurde der Landkreis Villingen-Schwenningen aufgelöst. Seine Gemeinden gingen überwiegend im neu gebildeten Schwarzwald-Baar-Kreis auf, der damit Rechtsnachfolger des Landkreises Villingen wurde. Eine Gemeinde (Tennenbronn) wurde dem vergrößerten Landkreis Rottweil angegliedert.

### Einwohnerentwicklung
| Datum              | Einwohner | Quelle |
| ------------------ | --------- | ------ |
| 1814               | 12.925    | [ 12 ] |
| 1834               | 15.932    | [ 13 ] |
| 1852               | 17.586    | [ 14 ] |
| 1871               | 23.833    | [ 15 ] |
| 1890               | 25.124    | [ 16 ] |
| 1910               | 32.744    | [ 17 ] |
| 1925               | 48.477    | [ 18 ] |
| 1933               | 48.938    | [ 18 ] |
| 17. Mai 1939       | 53.960    | [ 19 ] |
| 13. September 1950 | 60.840    | [ 19 ] |
| 6. Juni 1961       | 83.312    | [ 19 ] |
| 27. Mai 1970       | 98.612    | [ 19 ] |

## Politik

### Landrat
Die Oberamtmänner bzw. Landräte des Bezirksamts bzw. Landkreises Villingen 1807–1972:
- 1807–1809: Philipp von Jagemann
- 1810–1819: Georg Gässler
- 1820–1826: Seraphin Magon
- 1826–1834: Franz Teufel
- 1834–1834: Sebastian Pezold (Vertreter)
- 1835–1849: Karl Blattmann
- 1849–1853: Dominik Herterich
- 1853–1865: Xaver Weiss
- 1865–1866: Wilhelm Heinrich Lang
- 1866–1871: Karl Heinrich Baader
- 1871–1872: Adolf Fuchs
- 1872–1876: Carl Siegel
- 1876–1876: Alexander Pfisterer
- 1876–1882: Berthold Hatz
- 1882–1890: Wilhelm Haape
- 1890–1895: Julius Otto
- 1895–1899: Ernst Behr
- 1899–1902: Emil Bitzel
- 1902–1905: Heinrich Cron
- 1905–1908: Gustav Arnold
- 1908–1924: Adolf Bauer
- 1924–1932: Friedrich Wenz
- 1932–1945: Hellmut Müller
- 1945–1947: Karl Paul Bienzeisler
- 1947–1948: Othmar Diele (kommissarisch)
- 1948–1972: Josef Astfäller

### Wappen
Das Wappen des Landkreises Villingen zeigte in von Silber und Blau gespaltenem Schild vorne ein rotes Johanniterkreuz, hinten einen schmalen silbernen Balken. Das Wappen wurde vom Innenministerium Baden-Württemberg am 16. Juni 1958 verliehen.

## Wirtschaft und Infrastruktur

### Verkehr
Durch das Kreisgebiet führte keine Bundesautobahn. Daher wurde der Kreis nur durch die Bundesstraße 33, Landesstraßen und Kreisstraßen erschlossen.

## Gemeinden
Zum Landkreis Villingen gehörten ab 1936 zunächst 37 Gemeinden, davon 3 Städte, darunter die Kreisstadt Villingen im Schwarzwald, die seit dem 1. April 1956 eine Große Kreisstadt war.
Am 7. März 1968 stellte der Landtag von Baden-Württemberg die Weichen für eine Gemeindereform. Mit dem Gesetz zur Stärkung der Verwaltungskraft kleinerer Gemeinden war es möglich, dass sich kleinere Gemeinden freiwillig zu größeren Gemeinden vereinigen konnten. Den Anfang im Landkreis Villingen machte am 1. Januar 1971 die Gemeinde Rohrhardsberg, die sich mit der Gemeinde Schonach im Schwarzwald vereinigte. In der Folgezeit reduzierte sich die Zahl der Gemeinden stetig, bis der Landkreis, ab dem 1. Januar 1972 Landkreis Villingen-Schwenningen, schließlich am 1. Januar 1973 aufgelöst wurde.
Die größte Gemeinde des Landkreises war die Kreisstadt Villingen im Schwarzwald, im letzten Jahr des Bestehens Villingen-Schwenningen. Die kleinste Gemeinde war Herzogenweiler.
In der Tabelle stehen die Gemeinden des Landkreises Villingen vor der Gemeindereform. Alle Gemeinden mit Ausnahme von Tennenbronn, das dem Landkreis Rottweil zugeordnet wurde, gehören heute zum Schwarzwald-Baar-Kreis. Die Einwohnerangaben beziehen sich auf die Volkszählungsergebnisse in den Jahren 1961 und 1970.
| frühere Gemeinde                           | heutige Gemeinde           | Einwohner am 6. Juni 1961 | Einwohner am 27. Mai 1970 |
| ------------------------------------------ | -------------------------- | ------------------------- | ------------------------- |
| Bad Dürrheim                               | Bad Dürrheim               | 3.469                     | 5.022                     |
| Brigach                                    | St. Georgen im Schwarzwald | 541                       | 621                       |
| Buchenberg                                 | Königsfeld im Schwarzwald  | 895                       | 991                       |
| Burgberg                                   | Königsfeld im Schwarzwald  | 447                       | 539                       |
| Dauchingen                                 | Dauchingen                 | 1.178                     | 1.788                     |
| Erdmannsweiler                             | Königsfeld im Schwarzwald  | 458                       | 546                       |
| Fischbach                                  | Niedereschach              | 584                       | 683                       |
| Gremmelsbach                               | Triberg im Schwarzwald     | 622                       | 620                       |
| Herzogenweiler                             | Villingen-Schwenningen     | 109                       | 146                       |
| Kappel                                     | Niedereschach              | 423                       | 562                       |
| Kirchdorf                                  | Brigachtal                 | 454                       | 632                       |
| Klengen                                    | Brigachtal                 | 968                       | 1.399                     |
| Königsfeld im Schwarzwald                  | Königsfeld im Schwarzwald  | 2.134                     | 2.155                     |
| Langenschiltach                            | St. Georgen im Schwarzwald | 640                       | 720                       |
| Marbach                                    | Villingen-Schwenningen     | 766                       | 1.178                     |
| Mönchweiler                                | Mönchweiler                | 1.863                     | 2.636                     |
| Neuhausen                                  | Königsfeld im Schwarzwald  | 639                       | 812                       |
| Niedereschach                              | Niedereschach              | 1.235                     | 1.484                     |
| Nußbach                                    | Triberg im Schwarzwald     | 1.205                     | 1.295                     |
| Obereschach                                | Villingen-Schwenningen     | 856                       | 1.033                     |
| Oberkirnach                                | St. Georgen im Schwarzwald | 272                       | 254                       |
| Peterzell                                  | St. Georgen im Schwarzwald | 884                       | 1.100                     |
| Pfaffenweiler                              | Villingen-Schwenningen     | 811                       | 1.029                     |
| Rietheim                                   | Villingen-Schwenningen     | 369                       | 573                       |
| Rohrhardsberg                              | Schonach im Schwarzwald    | 180                       | 154                       |
| St. Georgen im Schwarzwald, Stadt          | St. Georgen im Schwarzwald | 10.961                    | 12.454                    |
| Schabenhausen                              | Niedereschach              | 323                       | 454                       |
| Schonach im Schwarzwald                    | Schonach im Schwarzwald    | 4.089                     | 4.659                     |
| Schönwald im Schwarzwald                   | Schönwald im Schwarzwald   | 1.859                     | 2.053                     |
| Stockburg                                  | St. Georgen im Schwarzwald | 145                       | 147                       |
| Tennenbronn                                | Schramberg                 | 3.318                     | 3.701                     |
| Triberg, Stadt                             | Triberg im Schwarzwald     | 5.991                     | 5.666                     |
| Überauchen                                 | Brigachtal                 | 417                       | 544                       |
| Unterkirnach                               | Unterkirnach               | 1.287                     | 1.740                     |
| Villingen im Schwarzwald, Große Kreisstadt | Villingen-Schwenningen     | 31.889                    | 37.906                    |
| Weiler                                     | Königsfeld im Schwarzwald  | 401                       | 467                       |
| Weilersbach                                | Villingen-Schwenningen     | 630                       | 849                       |

## Kfz-Kennzeichen
Am 1. Juli 1956 wurde dem Landkreis bei der Einführung der bis heute gültigen Kfz-Kennzeichen das Unterscheidungszeichen VL zugewiesen. Es wurde bis zum 31. Dezember 1971 ausgegeben. Der am 1. Januar 1972 neu gebildete Landkreis Villingen-Schwenningen erhielt das Unterscheidungszeichen VS. Dieses wird im Schwarzwald-Baar-Kreis durchgängig bis heute ausgegeben.